# Raión de Yardimli
Yardimli (en azerí: Yardımlı) es uno de los cincuenta y nueve rayones en los que subdivide políticamente la República de Azerbaiyán. La capital es la ciudad de Yardimli.

## Territorio y Población
Comprende una superficie de 667 kilómetros cuadrados, con una población de 53 689 personas, lo que representa una densidad poblacional de 80,49 habitantes por kilómetro cuadrado.

## Economía
La región se dedica en forma predominante a la agricultura. Productos principales: hortalizas, tabaco, patatas y cereales. Además se crían ovejas. Se producía algo de vino.Se considera el cultivo y procesamiento de tabaco en las fábricas de cigarrillos como la industria más importante.